# Calbovista subsculpta
Calbovista subsculpta är en svampart som beskrevs av Morse ex M.T. Seidl 1995. Calbovista subsculpta ingår i släktet Calbovista och familjen Agaricaceae.   Inga underarter finns listade i Catalogue of Life.